# Gert Meyer (Fußballspieler)
Gert Meyer (* 27. August 1946) ist ein ehemaliger deutscher Fußballspieler und -trainer.

## Karriere als Fußballspieler und -trainer
Gert Meyer spielte als aktiver Fußballer unter anderem in den 1970er Jahren in der damals drittklassigen Oberliga Nord für den SV Union Salzgitter. Mit einem zweiten Platz in der Abschlusstabelle der Saison 1976/77 nahm Salzgitter an der Aufstiegsrunde zur 2. Bundesliga teil, die aber nicht erfolgreich bestritten wurde. Um 1980 wechselte er innerhalb des Vereins die Position und betreute als Trainer die A-Jugend.
Ab 1985 war Meyer Co-Trainer bei Fortuna Düsseldorf, bis er am 2. April 1987, nach dem 22. Spieltag der Saison 1986/87, das Amt des Cheftrainers von Dieter Brei übernahm. Die Fortuna befand sich zu diesem Zeitpunkt in der Bundesliga auf dem 17. und damit vorletzten Platz der Tabelle mit einem Punkt Rückstand auf den Relegationsplatz 16. Sein Debüt als Bundesligatrainer gegen Bayer Uerdingen ging mit 1:4 verloren. Mit drei Siegen, zwei Unentschieden und sieben Niederlagen in seiner Amtszeit konnte er den Abstieg Düsseldorfs schließlich nicht verhindern, sodass er nach Saisonende den Posten als Cheftrainer wieder räumen musste. In der folgenden Saison 1987/88 arbeitete er nochmals als Co-Trainer, diesmal unter dem neuverpflichteten Coach Aleksandar Ristić.

## Sonstiges
Heute (2016) arbeitet Meyer als Yoga- und Atemtrainer. Dabei leitet er u. a. von Union Salzgitter angebotene Yoga-Lehrgänge.